# Dominique Haslerová
Dominique Haslerová (nepřechýleně Hasler, rozená Matt, * 6. října 1978, Mauren) je lichtenštejnská politička a členka Vlastenecké unie, nejsilnější politické strany v zemi.
Po všeobecných volbách v roce 2017 se stala ministryní vnitra, vzdělání a životního prostředí.

## Život
Narodila se jako Dominique Matt 6. října 1978. Vyrůstala v lichtenštejnském Maurenu. Po sňatku své matky přijala nové příjmení Gantenbein.
Studovala speciální pedagogiku na Mezikantonální zdravotnické univerzitě v Curychu. Poté Gantenbeinová pracovala jako speciální pedagožka a poté studovala magisterský program v oboru podnikový management na Lichtenštejnské univerzitě.
Po všeobecných volbách v roce 2017 v Lichtenštejnsku, byla Gantenbeinová 30. března jmenována ministryní vnitra, vzdělání a životního prostředí. Byla jedním ze dvou členů Vlastenecké unie, kteří byli jmenováni ministry koaliční vlády.